# رحمة (مسلسل)
رحمة هو مسلسل مغربي، درامي اجتماعي عُرض على قناة إم بي سي 5 خلال شهر رمضان 2025. وهو من إخراج محمد علي المجبود وإنتاج رجاء الحساني

## نبذة عن المسلسل
تدور أحداث مسلسل رحمة بمدينة الرباط ويتناول قصة أم تكافح من أجل تربية ابنها وسط تحديات اجتماعية صعبة، بما في ذلك زواجها القاسي وتأثيرات الماضي على حياتها. يعكس العمل معاناة الأمهات مع الأطفال ذوي الاحتياجات الخاصة، ويبرز غياب دور الأب في هذه الحالات، مقدماً سرداً واقعياً للقضايا الأسرية في المجتمع.

## أبطال المسلسل
- منى فتو
- عبد الله ديدان
- فرح الفاسي[4]
- كريمة غيث
- هيثم مفتاح

## أهم شخصيات المسلسل
- رحمة: الشخصية الرئيسية التي تجسدها منى فتو.
- داوود: طليق رحمة، الذي يؤدي دوره عبد الله ديدان.
- نادية: شخصية تجسدها فرح الفاسي.

## طاقم المسلسل
المخرج: محمد علي المجبود
السيناريست: بشرى ملاك
الإنتاج:رجاء الحساني

## أغنية المسلسل
"هذا قلبي"الأغنية من أداء الفنانة المغربية أسماء لمنور والفنان مهدي مزين. كلمات الأغنية من تأليف محمد المغربي وألحان مهدي مزين